# Tijdlijn van de Europese staatsschuldencrisis (2013)
Onderstaand overzicht bevat een chronologische opsomming van de voornaamste gebeurtenissen rond de Europese staatsschuldencrisis in 2013.

## Januari
- In de week van 31 december 2012 daalde op woensdag 2 januari 2013 de Spaanse rente naar het laagste niveau in negen maanden;[1] Duitse en andere "core"-staatsleningen daalden sterk na het bereiken van een akkoord omtrent de Amerikaanse begrotingsafgrond.[2] Nederland kondigde een driejarige staatslening aan met een coupon van 0%.[3] Het percentage dubieuze leningen in de portefeuilles van Griekse banken bleek eind 2012 te zijn gestegen tot 24% (eind december 2011 was het 16%): er was een bedrag van € 55 miljard mee gemoeid.[4][5] De voormalige Griekse minister van Financiën Papaconstantinou kwam in problemen nadat gebleken was dat van de "Lagarde list" zoals die aan het parlement was gestuurd drie namen, alle van familieleden van hem, waren verdwenen.[6][7]
- In de week van 7 januari 2013 kondigde Ierland een "tap" aan van de staatslening tot 2017: de tweede uitgifte van staatsleningen sinds de bail-out van Ierland.[8][9] De Japanse minister van Financiën Taro Aso kondigde aan dat Japan obligaties van het ESM en eurozone staatsleningen zou gaan kopen.[10][11][12][13]  Nederland emitteerde € 3,2 miljard van de 0% staatslening per 2016, tegen een rendement van 0,32%.[14] Op donderdag daalde, na een geslaagde veiling van Spaanse staatsleningen, het rendement op de 10-jarige Spaanse staatslening tot beneden 5%, voor het eerst sinds maart 2012.[15] De Griekse werkloosheid bleek in oktober 2012 te zijn gestegen tot 26,8%.[16] Diverse Duitse politici bleken bedenkingen te hebben tegen de voorgenomen steun aan Cyprus.[17]  Moody's verlaagde de rating van Cyprus met drie notches van B3 naar Caa3.[18][19] De Griekse regering bleek over 2012 een tekort te hebben gehad van € 15,9 miljard, iets beter dan het begrote tekort van € 16,3 miljard.[20] Op vrijdag 11 januari bereikten de Franse werkgeversorganisaties en (drie van de vijf) Franse vakbonden een akkoord over hervorming van de arbeidsmarkt; de Franse regering had hun daartoe tot die datum de tijd gegeven, bij gebreke waarvan men met wetgeving zou komen.[21]
- In de week van 14 januari 2013 berichtte het Handelsblatt dat de Cypriotische centrale bank Cypriotische banken inmiddels voor € 9,4 miljard aan Emergency Liquidity Assistance had voorzien.[22] Spanje leende op donderdag zonder problemen € 4,5 miljard tot 2015, 2018 en 2041.[23] Op donderdag besloot het Griekse parlement om een onderzoek in te stellen naar het knoeien met de "Lagarde list" door ex-minister van Financiën Papaconstantinou; de mogelijke rol van andere politici (Venizelos, Papandreou en Papademos) werd niet onderzocht.[24][25] Het percentage dubieuze leningen in de portefeuilles van Spaanse banken steeg in november van 11,23% tot 11,38%.[26]
- In de week van 21 januari 2013 keurde het IMF de uitbetaling van € 3,24 miljard aan Griekenland goed; men constateerde dat er in 2015-2016, bij de gehanteerde prognoses, een tekort van € 5,5 miljard tot € 9,5 miljard zou bestaan doch sprak de verwachting uit dat de eurozone-lidstaten hierin zouden voorzien; er hoefden gedurende zes maanden geen verdere bezuinigingen plaats te vinden.[27][28] ECB-bestuurder Weidmann zei in een interview met de Zweedse Dagens Nyheter en de Finse Helsingin Sanomat dat de eis van de ECB dat gebruik van het OMT-programma gepaard diende te gaan met economische hervormingen in de betrokken eurozone-lidstaten de ECB afhankelijk maakte van die staten, waardoor de onafhankelijkheid van de ECB in gevaar zou kunnen komen.[29][30] De Spaanse huizenprijzen bleken in het vierde kwartaal van 2012 te zijn gedaald met 9,8% op jaarbasis. Spanje plaatste op dinsdag een 10-jaars lening bij een bankensyndicaat, waarvoor grote belangstelling bleek te bestaan. ECB-president Draghi zei dat "de donkerste wolken over de eurozone waren verdwenen".[31][32] Het Griekse openbaar ministerie kondigde aan Andreas Georgiou, hoofd van het statistische bureau, te vervolgen ter zake dat hij het overheidstekort over 2009 te hoog had gerapporteerd waardoor de Griekse nationale belangen waren geschaad; Georgiou stelde slechts de methodologie te hebben aangepast aan de eisen van Eurostat.[33] Portugal kondigde een heropening van de staatslening tot 2017 aan: de eerste emissie van langlopende schuld sinds twee jaar.[34] De emissie werd een groot succes: er werd voor € 12 miljard ingeschreven, en voor € 2,5 miljard geplaatst op een rendement van 4,89%, voor 93% (!) bij buitenlandse beleggers.[35] Fitch herzag de outlook van België van "negative" tot "stable".[36] De regio Madrid leende € 1 miljard voor 5 jaar en € 1 miljard tot 2026. De Spaanse werkloosheid bleek in het vierde kwartaal van 2012 te zijn gestegen van 25% tot 26%;[37][38] de jeugdwerkloosheid was zelfs gestegen tot 55,1% (was 52,3%).[39] De Griekse regering vaardigde "civil mobilisation orders" uit tegen stakend personeel van de Atheense metro om een einde te maken aan een reeds een week durende staking.[40][41] De ECB maakte bekend dat op 30 januari 2013 door 278 banken in totaal € 137 miljard zouden terugbetalen van leningen van het eerste LTRO-programma.[42] Fitch verlaagde de rating van Cyprus met twee notches tot B.[43]
- In de week van 28 januari 2013 leende Italië op maandag in totaal € 6,6 miljard voor diverse kortere looptijden, tegen tarieven die op de laagste niveaus lagen in drie jaar tijd.[44] De Spaanse detailhandelsverkopen bleken in december te zijn gedaald met 10,2% op jaarbasis. Het Spaanse GDP bleek in het vierde kwartaal te zijn gedaald met 0,7% op kwartaalbasis.[45][46] Catalonië vroeg voor 2013 € 9 miljard aan het steunfonds voor Spaanse regio's.[47] Op donderdag staakte het Griekse openbaar vervoer en Griekse artsen.[48] De nationalisatie van SNS Reaal bleek de Nederlandse staat € 3,7 miljard te kosten;[49][50] de kans dat de begrotingsdoelstelling van 3% gehaald zou worden nam hiermee duidelijk af. De Spaanse krant El Pais berichtte dat de regerende Partido Popular vanaf 2002 illegale donaties had aangenomen en aan onder meer de huidige premier Rajoy had doorbetaald; Rajoy ontkende de beschuldigingen. De oppositie drong aan op zijn aftreden.[51]

## Februari
- In de week van 4 februari 2013 publiceerde El Pais details omtrent de beweerde illegale donaties.[52] Spaanse en Italiaanse staatsleningen daalden in koers, de laatste naar aanleiding van stijgende populariteit van Berlusconi in diverse polls.[53] Berlusconi beloofde de door de regering-Monti ingevoerde onroerendgoedbelasting met terugwerkende kracht af te schaffen: de Italianen zouden dan € 4 miljard terugkrijgen.[54] Fitch verlaagde de outlook van Nederland tot "negative", voornamelijk op een verwachte verdere daling van huizenprijzen. Bemanningen van Griekse veerdiensten hervatten op woensdag hun werk nadat de Griekse regering op dinsdag een civil mobilisation order had uitgevaardigd.[55] De Franse president Hollande riep op tot maatregelen tegen de zijns inziens te sterke euro.[56] Spanje leende op donderdag € 4,6 miljard voor diverse looptijden, tegen iets hogere rentes dan de keer ervoor.[57] De Ierse regering besloot tot de liquidatie van de Irish bank Resolution Corporation (belast met de verkoop van bezittingen van de insolvente banken Anglo Irish en Irish Nationwide), in samenhang met de wijziging van de financiering van IBRC;[58] de bestaande oorspronkelijk 10-jarige "promissory note" zou moeten worden vervangen door een nieuwe lening die van 2038 tot 2053 zou worden afgelost.[59] Draghi zei bij de maandelijkse persconferentie van de ECB dat de koers van de euro geen beleidsdoel ("policy target") was maar wel belangrijk was voor de groei en de prijsstabiliteit.[60] De euro daalde direct hierop in koers.
- In de week van 11 februari vergaderden de EU-ministers van Financiën over Cyprus, doch schoven beslissingen op tot na de verkiezingen in Cyprus. Wel werd besloten om een onderzoek te doen instellen naar de mogelijke betrokkenheid van Cypriotische banken bij witwassen, hetgeen door de Cypriotische president Christofias werd aangemerkt als "pesterij".[61] S&P verhoogde de outlook van Ierland van negative tot stable.[62] Het Spaanse bankensaneringsfonds FROB zei dat houders van aandelen en achtergestelde leningen in de genationaliseerde Banco de Valencia verliezen van 85% tot 90% zouden moeten verwachten.[63] Het Franse Cour des comptes  waarschuwde dat de financiële doelstellingen van de Franse regering voor 2013 vermoedelijk niet gehaald zouden worden.[64] De Griekse bouwsector bleek in november 2012 te zijn gekrompen met circa twee derde op jaarbasis.[65] De Griekse werkloosheid bleek in november 2012 te zijn gestegen tot 27%, de jeugdwerkloosheid zelfs tot 62%.[66][67] De Europese banken kondigden aan € 3,8 miljard aan LTRO-leningen terug te betalen. De eerste ronde van de Cypriotische verkiezingen werd gewonnen door de conservatief Nikos Anastasiades met 45% van de stemmen; op 24 februari zou een tweede ronde worden gehouden tussen Anastasiades en Stavros Malas.[68]
- In de week van 18 februari berichtte El Pais dat de Spaanse staatsschuld in 2012 was toegenomen met € 146 miljard tot € 882 miljard: circa 84% van het GDP.[69][70][71] Het aandeel dubieuze leningen in de portefeuilles van Spaanse banken daalde in december van 11,38 tot 10,44% als gevolg van het overhevelen van dergelijke leningen naar de "bad bank" SAREB.[72] In Griekenland werd op woensdag gestaakt in havens, scholen en ziekenhuizen.[73] De Franse bank Crédit Agricole rapporteerde over het vierde kwartaal van 2012 een verlies van € 4 miljard, onder meer veroorzaakt door een verlies van € 706 miljoen op de verkoop van hun Griekse dochter Emporiki.[74][75] Spanje leende op donderdag € 4,2 miljard 2- en 10-jaars tegen duidelijk lagere rentes dan de keer ervoor.[76] De Portugese minister van Financiën Gaspar zei in 2013 een krimp van 2% te verwachten.[77] Berlusconi bleek een groot aantal kiezers een brief te hebben gestuurd dat de teruggave van de onroerendgoedbelasting kon worden afgehaald op het postkantoor: daar bleek dat dit onjuist was.[78][79] De ECB publiceerde zijn eigen jaarcijfers over 2012: men had een nettowinst gemaakt van € 998 miljoen, vooral door rente en koerswinsten op aangekochte staatsleningen onder het SMP-programma. Ultimo 2012 had men staatsleningen in portefeuille met een marktwaarde van € 208,7 miljard: € 99 miljard Italiaanse, € 43,7 miljard Spaanse, € 30,8 miljard Griekse, € 21,6 miljard Portugese en € 13,6 miljard Griekse.[80][81][82] De onderhandelingen over het steunpakket aan Cyprus duurden voort; volgens het Handelsblatt zou overwogen worden om van niet-Cypriotische rekeninghouders een bijdrage te verlangen.[83][84] De EU publiceerde aanmerkelijk lagere groeiramingen voor de eurozone en de lidstaten; ook verwachtte men een stijgende werkloosheid.[85][86][87] Tevens werden ramingen van begrotingstekorten over 2012 gepubliceerd. het Spaanse tekort werd geraamd op 10,2% van het GDP, overigens inclusief de kosten van de sanering van de bankensector, wat 3,2% van het GDP had gekost. De initiële reactie op de markten was beperkt.[88] De ECB berichtte dat de Europese banken eind februari € 61 miljard vervroegd zouden terugbetalen van de tweede LTRO-faciliteit.[89] De tweede ronde van de Cypriotische verkiezingen werden, zoals verwacht, gewonnen door Nicos Anastasiades.[90]
- In de week van 25 februari 2013 leidden de Italiaanse verkiezingen tot een duidelijke overwinning voor Pier Luigi Bersani in het parlement, doch een vermoedelijk verdeelde Senaat; Italiaanse staatsleningen stegen, na het bekend worden van de eerste exit polls, eerst zeer sterk doch gaven later terrein prijs.[91] De uitslag was dat Bersani een meerderheid had in het Kamer van Afgevaardigden (Italië), maar dat de Senaat geheel verdeeld was; ook een coalitie van Bersani en Monti zou daar geen meerderheid hebben.[92][93][94] De mogelijkheid van nieuwe verkiezingen werd reeds op dinsdag besproken.[95][96] Italiaanse staatsleningen daalden op dinsdag sterk.[97] Italië leende op woensdag € 4 miljard 10-jaars tegen 4,83%, wat een maand ervoor nog 4,17% was; gegeven de omstandigheden werd de veiling als een succes beschouwd.[98][99] Op dinsdag herstelden Italiaanse en Spaanse staatsleningen zich weer gedeeltelijk. Bankia rapporteerde over 2012 een verlies van € 21,2 miljard. veroorzaakt door € 26,8 miljard aan voorzieningen op dubieuze leningen.[100][101] De Spaanse economie bleek in het vierde kwartaal van 2012 te zijn gekrompen met 0,8%; over heet 2012 met 1,4%.[102][103] Het IMF en de EU bleken in een in januari uitgebracht rapport kritiek te hebben geuit op de organisatie van de Griekse belastingdienst: sommige functionarissen hadden geen pc of zelfs maar een bureau.[104][105] In Portugal werd gedemonstreerd tegen de op bezuinigingen gerichte politiek van de regering.[106]

## Maart
- In de week van 4 maart 2013 bleek het aantal Spaanse werklozen te zijn gestegen tot boven de 5 miljoen; het tempo van de toename was echter wel verminderd.[107] Op de vergadering van de eurogroep van maandag 4 maart werd een principe-akkoord bereikt over het verlengen van de steunpakketten voor Ierland en Portugal;[108] definitieve besluitvorming kon niet in dat gremium plaatsvinden omdat deze leningen ook door niet-eurozone landen waren verstrekt. Omtrent de steun aan Cyprus liet men de mogelijkheid open depositohouders te laten meebetalen.[109] Op woensdag stegen Spaanse en Italiaanse staatsleningen verder in koers.[110] S&P verhoogde de outlook van Portugal van negative naar stable (BB).[111] De Griekse werkloosheid bleek in december 2012 26,4% te bedragen, 0,2% lager dan in november 2012.[112]
- In de week van 11 maart 2013 bleken de Spaanse huizenprijzen in het vierde kwartaal van 2012 te zijn gedaald met 12,8% op jaarbasis. Besprekingen tussen de trojka en de Griekse regering over hervormingen, vereist voor het vrijgeven van de volgende tranche van de steunpakketten, werden zonder resultaat afgebroken. Ierland plaatste € 5 miljard aan 10-jaars leningen: de eerste keer dat sinds de crisis dergelijke lange leningen werden geëmitteerd. De Spaanse overheidsschuld (centrale overheid en regio's) bleek eind 2012 te zijn gestegen tot € 884 miljard, 84,1% van het GDP.[113] Portugal kreeg van de trojka een jaar extra voor het doorvoeren van bezuinigingen ter waarde van 2,5% van het GDP. De trojka verwachtte in zijn zevende kwartaalrapport dat de Portugese werkloosheid (16,9% eind 2012) zou stijgen tot 18,2% in 2013 en 18,5% in 2014.[114] Het Hof van Justitie van de EU wees een arrest dat de mogelijkheden van Spaanse rechterlijke instanties om veiling van woningen met hypotheekachterstanden te verbieden, uitbreidde.[115][116] Op zaterdagochtend 16 maart 2013 bereikte de eurogroep na 10 uur vergaderen een akkoord over het steunpakket voor Cyprus. De eigenlijke steun bedroeg € 10 miljard; voorts werd overeengekomen dat depositohouders bij Cypriotische banken een eenmalige belasting zouden betalen over de waarde van hun tegoeden, hetgeen € 5,8 miljard zou moeten opbrengen. Tegoeden tot € 100.000 zouden belast worden met 6,75%; tegoeden daarboven met 9,9%.[117][118][119][120] De banken op Cyprus werden op zaterdag 16 maart en de dagen daarna gesloten; geldautomaten waren leeg en overboekingen bleken niet te worden uitgevoerd.[121]
- In de week van 18 maart 2013 bleek het percentage dubieuze leningen in de portefeuilles van Spaanse banken in januari te zijn gestegen tot 10,78%, was 10,44%. Op dinsdag keurde het Cypriotische parlement met 36 stemmen tegen, 19 onthoudingen en 0 stemmen voor, het steunpakket af.[122] Op dinsdag onderhandelde de Cypriotische minister van Financiën Sarris in Moskou over steun, doch zonder concrete resultaten.[123] Cypriotische banken bleven tot dinsdag 26 april gesloten (25 april was een "bank holiday"). De ECB liet weten de noodsteun ("Emergency Liquidity Assistance") aan Cypriotische banken voort te zetten tot maandag 25 maart; indien er dan geen definitief akkoord bestond zou de steun beëindigd worden, wat tot een faillissement van in elk geval de Bank of Cyprus en de Laiki Bank zou leiden.[124][125][126] Het gebruik van geldautomaten op Cyprus bleek op beperkte schaal mogelijk.[127] Spanje leende € 4,5 miljard voor 3, 5 en 10 jaar tegen iets lagere tarieven dan de keer ervoor.[128][129] Op donderdag verlaagde S&P de rating van Cyprus van CCC+ tot CCC, met negatief vooruitzicht. Rusland bleek niet genegen Cyprus financiële steun te verlenen: de Cypriotische minister van Financiën keerde onverrichter zake terug.[130][131] Het Handelsblatt berichtte dat de ECB restricties op het financiële verkeer op Cyprus voorbereidde.[132][133] De Cypriotische regering kondigde een "plan B" aan dat, voor zover bekend, voorzag in een opsplitsing van één of meer banken in een "bad bank" en een "good bank" en de vorming van een solidariteitsfonds dat geld zou moeten lenen met opbrengsten van toekomstige gaswinning als onderpand;[134] er werd op donderdag nog niet over gestemd daar men eerst de voorstellen (61 pagina's) wilde bestuderen. Het "plan B" werd op zaterdagochtend vroeg door het Cypriotische parlement goedgekeurd (met 26 stemmen voor, 2 tegen en 25 onthoudingen). Laiki Bank (in de media ook aangeduid als Cyprus Popular Bank) werd opgedeeld in een "good bank" en een "bad bank", hetgeen vermoedelijk tevens impliceerde dat depositohouders met meer dan € 100.000 al het meerdere zouden kwijtraken; depositohouders van Bank of Cyprus boven die grens zouden 25% verliezen.[135]
- In de week van 25 maart 2013 werd in de vroege ochtend van maandag 25 maart, na ruim 10 uur vergaderen, een gewijzigd akkoord tussen de trojka en Cyprus. Cyprus Popular Bank (alials Laiki Bank) werd omgevormd tot een "bad bank" waar de deposito's bij die bank van meer dan € 100.000 in werden ondergebracht (en vermoedelijk geheel zouden verloren gaan); kleinere deposito's werden overgeheveld naar Bank of Cyprus. In hoeverre grotere depositohouders van Bank of Cyprus verliezen zouden moeten incasseren was niet direct duidelijk: hun deposito's zouden worden omgezet in aandelen in Bank of Cyprus. Cyprus Popular Bank (voornamelijk eigendom van de Cypriotische overheid) zou daarna geliquideerd worden, waarbij ook de obligatiehouders hun vorderingen vermoedelijk geheel zouden verliezen. Voorts zouden (als tijdelijk aangekondigde) restricties op het kapitaalverkeer plaatsvinden.[136][137][138][139][140] Cyprus diende de omvang van zijn bankensector in 2018 te hebben teruggebracht tot het Europese gemiddelde. De noodsteun van de ECB aan het Cypriotische bankwezen zou voorlopig gehandhaafd blijven. De Cypriotische regering verbond zich tot de (bij steunverlening inmiddels gebruikelijke) fiscale consolidatie, structurele hervormingen en privatiseringen. Een en ander zou in de weken daarna nog uitgewerkt moeten worden. In de middag van 25 maart zei eurogroep-voorzitter Dijsselbloem dat de aanpak van de Cypriotische bankencrisis een model ("template") zou zijn voor volgende gevallen.[141] De obligatiemarkten reageerden hier negatief op. Enkele uren later ontkende de woordvoerder van Dijsselbloem dat hij dit gezegd had.[142] De banken op Cyprus bleven tot donderdag gesloten.[143] Er werden zorgen geuit over de situatie in Slovenië, dat kampte met een reeds enkele jaren durende recessie en banken met dubieuze leningen ter grootte van circa 20% van het GDP.[144] Aan de vooravond van de invoering van capital controls op Cyprus werd de veronderstelling geuit dat deze aanzienlijk langer zouden kunnen duren dan de door de minister van Financiën genoemde "enkele weken".[145] De Spaanse detailhandelsverkopen bleken in februari te zijn gedaald met 10,6% op jaarbasis.[146] Op woensdag werden de restricties op het geldverkeer op Cyprus bekendgemaakt, met onder meer een beperking van geldopnamen tot € 300 per dag; per overmaking mocht slechts € 5000 naar het buitenland worden overgemaakt; bij reizen buiten Cyprus mocht slechts € 3000 per persoon worden meegenomen; termijn deposito's mochten niet voortijdig beëindigd worden.[147][148][149] De ECB liet een aanzienlijk bedrag aan bankbiljetten (naar verluidt € 5 miljard) naar Cyprus overbrengen.[150] Bij de heropening van de Cypriotische banken bleven ongeregeldheden uit.[151][152] Malta en Luxemburg, beide kleine landen met een grote (Malta) respectievelijk extreem grote (Luxemburg) bankensector, gaven verklaringen uit waarin gesteld werd dat zij niet met Cyprus te vergelijken waren.[153]

## April
- In de week van 1 april 2013 bleek de werkloosheid in de eurozone (licht) te zijn gestegen tot 12%.[154] Op maandag werden de capital controls op Cyprus enigszins versoepeld: het overmaken van geld naar elders zonder voorafgaande toestemming kon voor bedragen tot € 25.000.[155] De Cypriotische minister van Financiën nam ontslag nadat de president kritiek had geuit op zijn optreden gedurende de crisis.[156] Het bezuinigingspakket voor Cyprus waarover op hoofdlijnen overeenstemming leek te bestaan, bleek onder meer te voorzien in forse kortingen op ambtenarensalarissen en pensioenen, en belastingverhogingen.[157] De ECB hield op donderdag de refi rate op 0,75% en kondigde geen nieuwe maatregelen aan.[158] Het Portugese constitutionele hof wees een deel van de kortingen op ambtenarensalarissen en pensioenen af omdat zij in strijd waren met de Portugese grondwet.[159]
- In de week van 8 april 2013 daalden op maandag Portugese staatsleningen aanmerkelijk;[160] Spaanse en Italiaanse staatsleningen stegen echter. Op woensdag waarschuwde de Europese Commissie dat een aantal landen verdere maatregelen dienden te nemen in het kader van de excessive deficit procedure, op straffe van mogelijke boetes. Het betrof Spanje en Slovenië (met "excessive risks") alsmede 11 andere landen.[161][162] De Portugese regering kondigde een onmiddellijke stop op het aangaan van nieuwe verplichtingen aan.[163] De Europese Commissie drong aan op verdere hervormingen van de Spaanse arbeidsmarkt en het pensioenstelsel. Op donderdag versoepelde Cyprus de capital controls verder; de beperking van geldopnames tot € 300 per dag bleef gehandhaafd.[164][165] Op vrijdag zei de Cypriotische regering dat het totale steunpakket niet op € 17,5 miljard doch op € 23 miljard zou uitkomen: de vorige regering had de ernst van de situatie onderschat.[166] De Nederlandse regering bereikte een akkoord met de sociale partners, dat voorzag in minder hervormingen en bezuinigingen.[167][168] De eurogroep en de EU-ministers van Financiën vergaderden op vrijdag over o.a. een verlenging van de leningen aan Portugal en Ierland: deze werden met 7 jaar verlengd.[169] EU-commissaris Barnier zei dat in juni 2013 een concreet plan zou worden gepresenteerd voor het saneren van banken, waarbij eerst de aandeelhouders, dan de obligatiehouders en daarna de spaarders (boven € 100.000) een bijdrage zouden moeten leveren. Eerst daarna zou het ESM en andere EU-regelingen in beeld komen.[170]
- In de week van 15 april 2013 bereikten de Griekse regering en de trojka een akkoord over vrijgave van een termijn van € 2,8 miljard voor Griekenland zelf en € 7,2 miljard voor de herkapitalisatie van Griekse banken;[171] in het kader van dit akkoord zouden in 2013 circa 4000 ambtenaren ontslagen worden en circa 10.000 in 2014.[172][173] Spaanse rechters bleken, vooruitlopend op wetgeving, zelfstandig gedwongen huizenveilingen op te schorten na de uitspraak van het Europese Hof van Justitie (zie week 11 maart 2013).[174] Op woensdag plaatste Slovenië € 500 miljoen 18-maands schatkistpapier, waarop voor ruim € 1,1 miljard was ingeschreven; tevens werd € 510 miljoen aan schatkistpapier, vervallend in juni 2013 teruggekocht.[175][176] El Pais berichtte dat het IMF verwachtte dat de Spaanse werkloosheid in 2013 zou oplopen tot 27%.[177] El Economista berichtte dat Spaanse banken genoopt zouden worden extra voorzieningen te treffen voor leningen aan Spaanse ondernemingen.[178] Op donderdag verlaagde het kleinere ratingbureau Egan-Jones de rating van Duitsland van A+ tot A, wegens de gestaag toenemende betrokkenheid van Duitsland bij de financiële problemen in andere eurozone-landen.[179] Bundesbank-president Weidmann zei in een interview met de Wall Street Journal dat de crisis rond de Europese staatsschulden nog een decennium zou kunnen duren.[180][181] Spanje leende op donderdag € 4,7 miljard voor diverse looptijden; het rendement op Spaanse staatsleningen daalde tot het laagste niveau sinds september 2010.[182] DNB waarschuwde in het halfjaarlijkse Overzicht Financiële Stabiliteit dat een hernieuwde escalatie van de schuldencrisis een bedreiging zou vormen voor de Nederlandse financiële stabiliteit, en drong aan op het uitvoeren van de ingezette hervormingsagenda van de Europese overheden, met name de vorming van een effectieve bankenunie.[183] De Bundestag keurde op donderdag de Duitse deelname aan het steunpakket voor Cyprus goed; ook de verlenging van de leningen aan Ierland en Portugal werd goedgekeurd.
- In de week van 22 april 2013 bleek dat de schulden van de 27 EU-landen in 2013 waren toegenomen met € 576 miljard: in totaal bedroegen de schulden € 11 biljoen.[184][185] EU-commissievoorzitter Barroso zei dat de grens van bezuinigingsmaatregelen bereikt was;[186] na kritiek van Duitse zijde zwakte hij zijn uitlatingen af.[187] Op dinsdag stegen Spaanse en Italiaanse staatsleningen sterk in koers. Op woensdag keurde het ESM het steunpakket voor Cyprus goed; de eerste tranche zou reeds in mei kunnen worden uitbetaald.[188] De Spaanse werkloosheid bleek in het eerste kwartaal te zijn gestegen van 26,02% tot 27,16%.[189][190] Spaanse en Italiaanse staatsleningen verloren op donderdag weer een deel van de winsten van de dagen ervoor. In de aanloop naar de ECB-vergadering van 2 mei 2013 zei bondskanselier Merkel op donderdag dat Duitsland eigenlijk hogere ECB-rentes nodig had.[191][192] Op vrijdag berichtte het Handelsblatt dat de Bundesbank in een advies aan het Duitse Bundesverfassungsgericht (waar een procedure aanhangig was omtrent de verenigbaarheid van het OMT-programma van de ECB met de Duitse grondwet) dat dit programma de risico's van de ECB zou doen toenemen en de onafhankelijkheid van de ECB in gevaar zou kunnen brengen;[193] ook uitte de Bundesbank kritiek op de omvang van de noodsteun ('ELA") aan de Griekse centrale bank: op dat tijdstip was een verlaten van de eurozone door Griekenland "geenszins als onwaarschijnlijk te beschouwen". Op vrijdag versoepelde de Cypriotische regering de restricties op het betalingsverkeer verder.[194] De Spaanse regering kondigde een vertraging van het tempo van schuldreductie aan: het beoogde tekort van 3% zou eerst in 2016 in plaats van in 2014 bereikt worden.[195] Het aantal Franse werklozen bleek een historisch hoogtepunt bereikt te hebben.[196] Het Griekse parlement ging akkoord met verdere bezuinigingen, onder meer het ontslag van 15.000 ambtenaren; deze wetgeving was een voorwaarde voor het vrijgeven van verdere termijnen van de beide steunpakketten van de trojka.[197] Italië slaagde erin een nieuwe regering te vormen, twee maanden na de verkiezingen van eind februari 2012;[198] Moody's handhaafde de rating van Italië op Baa2, met negative outlook.

## Mei
- In de week van 29 april 2013 leende Italië voor 5 en 10 jaar tegen de laagste rente sedert oktober 2010.[199] De ECB reageerde op de kritiek van de Bundesbank op het OMT-programma: men meende dat de ECB haar mandaat niet te buiten zou gaan.[200] De werkloosheid in de eurozone bleek in maart 2013 te zijn gestegen tot 12,1%.[201] Op dinsdag verlaagde Moody's de rating van Slovenië van Baa2 tot Ba1.[202][203] Het Cypriotische parlement keurde de steunaanvraag (met de daaraan verbonden bezuinigingen) goed met 29 tegen 27 stemmen.[204] Griekenland verkocht zijn aandeel van 33% in het staatsloterijbedrijf OPAP voor € 712 miljoen: de eerste grote privatisering sinds het begin van de crisis.[205] Op donderdag verlaagde de ECB de refi rate met ingang van 8 mei met 0,25% tot 0,50%; het tarief van de "marginal lending facility" werd verlaagd van 1,50% tot 1,00%; de "deposit rate" bleef ongewijzigd op 0%.[206][207] Draghi benadrukte tijdens de persconferentie de noodzaak om voort te gaan met fiscale consolidatie.[208] De Europese Commissie kondigde een uitbreiding aan van het programma voor het financieren van het Europese MKB.[209]
- In de week van 6 mei kondigde de Portugese regering verdere bezuinigingen aan, nodig geworden nadat het Constitutionele Hof kort daarvoor eerdere bezuinigingen had afgekeurd: er zouden onder meer 30.000 ambtenaren worden ontslagen en de pensioenleeftijd zou van 65 tot 66 jaar worden verhoogd.[210] Het IMF bracht een voortgangsrapport over Griekenland uit: men constateerde dat te weinig voortgang was gemaakt bij de aanpak van belastingontduiking, en men waarschuwde dat de Griekse staatsschuld nog steeds te hoog was: mogelijk zou "additional relief if needed" nodig blijken te zijn.[211][212][213] Portugal kondigde een (ruim) 10-jarige staatslening aan, de eerste emissie sinds Portugal om steun gevraagd had.[214][215] De Spaanse "bad bank" SAREB bleek inmiddels 83.000 woningen in de portefeuille te hebben, warvan slechts 6.000 bewoond waren.[216] Zowel Frankrijk als Nederland emitteerden schatkistpapier tegen een minimale respectievelijk een negatieve rente.[217][218] Spaanse banken bleken eind 2012 € 208 miljard aan leningen te hebben geherstructureerd.[219][220] De Portugese emissie was een succes: er werd voor € 10,2 miljard ingeschreven op een lening van € 3,5 miljard, met een rendement van circa 5,7%.[221][222] Volgens Die Welt zou binnen de ECB een discussie gevoerd worden over het opkopen van zogenaamde asset-backed securities (bundelingen van gedekte leningen aan het MBK ("SME's").[223] De Griekse werkloosheid bleek in februari te zijn gestegen tot 27%; de jeugdwerkloosheid tot 64,2%.[224][225] De Sloveense regering presenteerde een bezuinigingspakket met onder meer een verhoging van de btw en de verkoop van staatsdeelnemingen, om in 2014 op een begrotingstekort van 3,3% uit te komen.[226] De Spaanse senaat nam een wet aan die huisuitzettingen van "kwetsbare huishoudens" gedurende twee jaar zou opschorten.[227] Italië leende € 7 miljard 1-jaars tegen 0,70%: het laagste niveau ooit.[228]
- In de week van 13 mei 2013 keurde de eurogroep de vrijgave van € 7,5 miljard aan leningen aan Griekenland goed, alsmede de vrijgave van de eerste tranche van € 2 miljard aan Cyprus.[229][230][231] De discussie over het tempo van de vorming van een bankenunie ging verder.[232] Volgens Cinco Dias zouden Spaanse huizenprijzen in 2013 nog verder dalen.[233] Fitch verhoogde de rating van Griekenland van CCC naar B-.[234] De eurozone bleek in het eerste kwartaal van 2013 wederom in een recessie te zijn beland.[235][236]  Volgens El Confidencial zou het Spaanse bankwezen aanvullende EU-steun behoeven wegens onvoldoende voorzieningen op geherstructureerde leningen.[237] Het Nederlandse kadaster had in april 6554 woningverkopen geregistreerd, wat een sterke daling was ten opzichte van april 2012 (−20,4%) en maart 2013 (−26,6%).[238] Op vrijdag 17 mei verlaagde Fitch de rating van Slovenië van A- tot BBB+.[239]
- In de week van 20 mei 2013 kondigde Duitsland plannen aan om gezamenlijk met perifere landen de financiering van het MKB te verbeteren teneinde de jeugdwerkloosheid te bestrijden.[240] Aan het eind van de week daalden met name Spaanse staatsleningen in koers.[241] De Duitse bondskanselier Merkel zei dat de Europese jeugdwerkloosheid op een "onvoorstelbaar" hoog niveau lag.[242]
- In de week van 27 mei 2013 kondigde de Europese Investeringsbank plannen aan om in drie jaar € 70 miljard aan leningen aan het MKB te verstrekken op voorwaarde dat dit gebruikt worden voor opleidingsplaatsen voor jongeren.[243] S&P waarschuwde dat Frankrijk concrete stappen moest nemen teneinde een ratingverlaging te voorkomen.[244] Volgens Die Welt zou binnen de ECB meer weerstand bestaan tegen "unconventional measures" (waaronder in ieder geval verstaan leek te worden kwantitatieve versoepeling), doch mogelijk ook alle andere maatregelen dan een (verdere) verlaging van de refi rate).[245] Op woensdag gaf de Europese Commissie Spanje en Frankrijk twee jaar extra tijd om tot een begrotingstekort van 3% te komen, en Nederland één jaar extra tijd; dit ging vergezeld van diverse eisen ten aanzien van hervormingen.[246][247]

## Juni
- In de week van 3 juni 2013 verlaagde Fitch de rating van Cyprus van B tot CCC. De Duitse staatsbank KfW kondigde aan € 800 miljoen te lenen aan de Spaanse staatsbank ICO voor de financiering van het Spaanse MKB.[248] Het IMF constateerde in een evaluatie van het steunverleningsproces dat er enerzijds positieve resultaten waren bereikt (met name dat Griekenland in de eurozone was gebleven) maar dat er was uitgegaan van de optimistische aannames omtrent de Griekse staatsschuld en de verwachte ontwikkeling van de Griekse economie. Het IMF zou ook eigen richtlijnen overschreden hebben. Ook werd geconstateerd dat men "meer sceptisch" diende te zijn ten aanzien van officiële Griekse cijfers.[249][250][251] De Franse werkloosheid bleek in het eerste kwartaal te zijn gestegen tot 10,4%: het hoogste niveau in 15 jaar.[252][253] De Griekse werkloosheid bleek in maart 2013 te zijn gestegen tot 26,8% (de jeugdwerkloosheid zelfs tot 58,3%.[254] De ECB liet op donderdag de refi rate en de deposit rate ongewijzigd op 0,50% en 0,00%; ook andere maatregelen werden achterwege gelaten.[255]
- In de week van 10 juni 2013 bleek voor de privatisering van het Griekse staatsgasbedrijf Depa geen belangstelling te bestaan, dat het Russische gasbedrijf Gazprom zich had teruggetrokken.[256] Op 11 en 12 juni behandelde het Duitse Bundesferfassungsgericht klachten van een aantal Duitsers tegen het OMT-programma, dat zou neerkomen op (verboden) financiering van overheden door centrale banken. ECB-bestuurder Asmussen betoogde dat dit niet het geval was: het OMT-programma was bedoeld voor het beteugelen van onterecht hoge yields van staatsleningen van perifere landen, zou (hoewel in theorie in omvang onbeperkt) in de praktijk wel beperkt zijn, en doordat leningen op de secundaire markt zouden worden gekocht in plaats van uit emissie zou niet van directe financiering sprake zijn. Bundesbank-president Weidmann betoogde dat feitelijk wel van financiering sprake zou zijn, en dat de centrale banken van het Eurosysteem hiermee omvangrijke kredietrisico's op de betreffende landen zouden krijgen.[257][258] Een uitspraak van het Hof werd eerst na de zomer verwacht. De Griekse regering sloot staatsomroep ERT tijdelijk, teneinde circa 2700 medewerkers te kunnen ontslaan; journalisten bezetten het gebouw en zetten de uitzendingen voort.[259][260] De Griekse vakbonden hielden op donderdag een 24-uurstaking.[261][262] De Spaanse huizenprijzen bleken in het eerste kwartaal van 2013 te zijn gedaald met 14,3% op jaarbasis.[263] S&P handhaafde de rating van Spanje op BBB-, met negative outlook.[264][265] De Spaanse staatsschuld bleek eind maart 2013 te zijn gestegen tot 88,2% van het GDP.[266]
- In de week van 17 juni bleken de dubieuze leningen in de portefeuilles van Spaanse banken in april te zijn gestegen van 10,47% tot 10,87%.[267] De Spaanse premier Rajoy riep de ECB op een bank voor het verstrekken van leningen aan kleinere ondernemingen op te richten.[268] De Cypriotische president Anastasiades vroeg de trojka om een complete herziening van het bail-out-pakket, dat volgens hem de Cypriotische economie grote schade had toegebracht.[269][270][271] Op donderdag bereikte de eurogroep overeenstemming over de omvang van directe bankensteun door het ESM: dit werd beperkt tot € 60 miljard. Alleen systeemrelevante banken zouden in aanmerking kunnen komen De centrale overheid van het betreffende land zou ook een bijdrage moeten leveren; gebruik voor het saneren van oude schulden ("legacy debts") werd niet bij voorbaat uitgesloten. Gebruik van deze faciliteit zou eerst kunnen plaatsvinden als het uniforme bankentoezicht in werking zou zijn getreden.[272][273] Moody's zei dat de hoger dan verwachte Nederlandse begrotingstekorten "credit negative" waren, hetgeen uitgelegd werd als een toename van de kans op een ratingverlaging. De Griekse coalitiepartijen ruzieden over de heropening van staatsomroep ERT nadat de Griekse bestuursrechter de sluiting had toegestaan, doch het staken van de uitzendingen onrechtmatig had geoordeeld.[274] Op vrijdag 21 juni trok Democratisch Links, de kleinste Griekse coalitiepartij, zich terug uit de regering.[275] Griekse staatsleningen daalden sterk in koers.[276] Eveneens op vrijdag slaagde de eurogroep er na 20 uur vergaderen niet in overeenstemming te bereiken over een uniform bankensaneringsmechanisme ("SRM", ofwel Single Resolution Mechanism").[277]
- In de week van 24 juni openden de Europese obligatiemarkten fors lager.[278] De BIS schreef in zijn jaarverslag dat centrale banken hun steunprogramma's zouden moeten gaan beëindigen: voortgaan met stimuleren zou een toename van de daaraan inherente risico's betekenen zonder dat daar veel nuttigs tegenover stond.[279][280][281] Het Griekse kabinet werd herschikt, met als voornaamste wijziging dat PASOK-leider Venizelos vicepremier en minister van Buitenlandse Zaken werd.[282] De voormalige Italiaanse premier Berlusconi werd (in eerste aanleg) wegens prostitutie en ambtsmisbruik veroordeeld tot zeven jaar celstraf (na een eis van zes jaar);[283] hij kon in afwachting van hoger beroep op vrije voeten blijven.[284][285] ECB-bestuurder Cœuré zei dat het bestaande ruime monetaire beleid nog geruime tijd zou worden voortgezet, doch dat rentes uiteindelijk ("eventually") zouden stijgen.[286] De leningen van het EFSF aan Ierland werden verlengd van 12,5 jaar tot 19,5 jaar.[287] De FT berichtte dat Italië uit hoofde van derivatencontracten, afgesloten in de late jaren 90 en heronderhandeld op het hoogtepunt van de staatsschuldencrisis, circa € 8 miljard zou kunnen verliezen.[288][289][290][291] Het Portugese begrotingstekort voor 2013 zou inclusief bankensteun kunnen uitkomen op 10%, waarschuwde minister van Financiën Gaspar.[292] Op donderdag 27 juni bereikten de EU-regeringsleiders (alsnog) een akkoord omtrent de sanering van noodlijdende banken: allereerst zouden aandeelhouders hun geld kwijtraken, dan obligatiehouders, dan depositohouders; spaarders met tegoeden tot € 100.000 zouden beschermd worden;[293] voorts werd € 6 miljard of € 8 miljard (diverse bronnen noemden verschillende bedragen) beschikbaar gesteld om de jeugdwerkloosheid in perifere landen te bestrijden.[294][295]

## Juli
- In de week van 1 juli 2013 nam de Portugese minister van Financiën Gaspar onverwacht ontslag;[296] in de volgende weken werd getracht de coalitie overeind te houden. De ECB hield op 4 juli de beleidsrentes ongewijzigd en zei te verwachten dat deze gedurende langere tijd ("extended period of time") op deze of lagere niveaus zouden blijven.[297]
- In de week van 8 juli 2013 betichtte Luis Bárcenas, voorheen penningmeester van de regerende Spaanse Partido Popular, dat men gedurende vele jaren illegale donaties had ontvangen en daaruit onder meer betalingen aan premier Rajoy gedaan had;[298] de PP ontkende de beschuldigingen.[299] De Spaanse huizenprijzen bleken in juni te zijn gedaald met 10,6% op jaarbasis.[300] S&P verlaagde de rating van Italië met één notch tot BBB, met negative outlook.[301] De Griekse regering legde een omvangrijk pakket aan wetgeving voor aan het parlement, een vereiste voor het vrijgeven van volgende tranches aan steunverlening.[302] S&P bevestigde de AAA-rating van Duitsland; de outlook van Ierland werd verhoogd van "stabiel" tot positief".[303]
- In de week van 15 juli 2013 gaf Luis Bárcenas toe dat de handgeschreven notities omtrent de beweerde illegale donaties en betalingen van zijn hand waren; partijvoorzitter Rajoy en partijsecretaris De Cospedal zouden in 2010 ieder € 25.000 als bonus ontvangen hebben.[304][305] De heer Schäuble zei bij een bezoek aan Griekenland dat men niet moest aansturen op een tweede "haircut" van Griekse staatsleningen. De Portugese coalitie bleek in stand te kunnen blijven (na enige personele wijzigingen) nadat president Cavaco Silva had geweigerd vervroegde verkiezingen uit te schrijven. Het Griekse parlement nam het pakket wetswijzigingen aan.
- In de week van 22 juli 2013 stegen op maandag Portugese staatsleningen, die fors terrein hadden verloren in de weken ervoor, sterk in koers. De staatsschuld in de gehele eurozone bleek medio 2013 te zijn gestegen tot 92,2% van het GDP.[306][307] Griekenland bleef koploper met 160,5%.[308] Op woensdag hield de eurogroep de uitbetaling van de voor eind juli voorziene tranche van het steunpakket aan Griekenland op: men was niet tevreden over de wijze waarop een aantal categorieën Griekse ambtenaren waren vrijgesteld van overheveling naar een arbeidspool, en droeg Griekenland op om de desbetreffende wetgeving aan te passen.[309][310][311] De Spaanse werkloosheid bleek in het tweede kwartaal te zijn gedaald van 27,2% to 26,3%; dit was naar verluidt deels het gevolg van het toeristenseizoen.[312] De Spaanse banken Bankia, Sabadell en Bankinter rapporteerden, na grote verliezen in 2012, over het eerste halfjaar van 2013 positieve resultaten.[313] De Bank Lending Survey van de ECB, juli 2013, liet een daling zien van de verslechtering van de financieringsmogelijkheden van ondernemingen en huishoudens in de eurozone.[314] In de jaarlijkse Article IV Consultation omtrent de eurozone riep het IMF de eurozone-lidstaten op krachtig voort te gaan met de vorming van een bankenunie en het bevorderen van de werkgelegenheid, en riep de ECB op de beleidsrentes verder te verlagen (inclusief een negatieve deposit rate) en een nieuwe LTRO in te zetten (van 3 tot 5 jaar); voorts werden een "targeted LTRO" (kredietverlening aan banken voor kredietverlening voor specifieke doeleinden) en het rechtstreeks opkopen van assets door de ECB genoemd.[315][316] Op vrijdag keurde de EU de vrijgave van € 2,5 miljard aan Griekenland goed; tevens zou Griekenland € 1,8 miljard van het IMF ontvangen, en zou € 1,5 miljard aan koerswinsten op Griekse staatsleningen aan Griekenland uitgekeerd worden.[317][318] (Opgemerkt wordt dat van de € 4 miljard aan steun die eind juli werd uitbetaald, € 2,226 miljard bestemd was voor het aflossen van op 20 augustus vervallende staatsleningen in handen van de ECB, die ze in het kader van het SMP had gekocht. Deze leningen waren bij de "PSI" van 2011 ongemoeid gelaten.)[319]

## Augustus
- In de week van 29 juli 2013 bleek de "haircut" op de deposito's bij de Bank of Cyprus (boven € 100.000) uit te komen op 47,5% in plaats van 38,5%.[320][321] De trojka constateerde in een voortgangsrapport dat Griekenland "gestage, hoewel vaak langzame" voortgang maakte met de hervormingen; met name de hervorming van het belastingstelsel en de afslanking van het overheidsapparaat ging traag.[322][323] De geraamde opbrengst van de Griekse privatiseringen werd neerwaarts bijgesteld: tot eind 2016 van € 11,1 miljard naar € 10,7 miljard, tot eind 2022 van € 50 miljard naar € 24,2 miljard.[324] ECB-bestuurders Cœuré and Asmussen spraken zich uit voor publicatie van de notulen van de vergaderingen van het ECB-bestuur, in navolging van andere centrale banken.[325][326] ECB-president Draghi bleek hier welwillend tegenover te staan.[327] De werkloosheid in de eurozone bleek in juni fractioneel te zijn gedaald, voor het eerst in twee jaar.[328] Het IMF schreef dat een deel van de (door de eurozone/lidstaten) aan Griekenland verstrekte leningen in 2014 en 2015 zou moeten worden kwijtgescholden als de beoogde schuldquote van 124% in 2020 gehaald zou moeten worden.[329][330][331] Het Italiaanse Hof van Cassatie bekrachtigde de veroordeling van Berlusconi wegens belastingfraude; de beslissing tot ontzetting uit publieke ambten werd terugverwezen.[332][333][334] Griekse ambtenaren staakten na publicatie van namen van ambtenaren die zouden worden overgeplaatst naar de arbeidspool.[335][336]
- In de week van 5 augustus 2013 publiceerde het IMF de (jaarlijkse) beoordeling van de Spaanse economie; men verwachtte dat de Spaanse werkloosheid nog enkele jaren slechts weinig zou dalen.[337][338]  De Griekse belastingschulden bleken de € 60 miljard te zijn genaderd.[339] ECB-bestuurder Praet schreef dat de ECB nog niet "al zijn kruit verschoten had" en dat een verdere verlaging van de beleidsrentes nog steeds mogelijk was.[340][341] De Spaanse "bad bank" SAREB kondigde de eerste grotere verkoop van onroerend goed aan, ten bedrage van € 100 miljoen.[342] Voormalig ECB-bestuurder Bini Smaghi waarschuwde dat publicatie van de notulen van vergaderingen van het ECB-bestuur weinig toegevoegde waarde zou kunnen hebben, daar signalen van verschillen van inzicht tussen bestuurders de slagvaardigheid van de ECB zou kunnen aantasten. Om die reden verwachtte hij dat de notulen niet veel inzicht zouden bieden.[343] De Griekse werkloosheid bleek in mei te zijn gestegen tot 27,6%, en de jeugdwerkloosheid tot 64,9%.[344][345]
- In de week van 12 augustus 2013 berichtte Der Spiegel dat de Bundesbank in een vertrouwelijk rapport had geschreven dat het steunpakket voor Griekenland eind 2013, doch uiterlijk begin 2014, ingrijpend herzien zou moeten worden, waarbij aan (omvangrijke) kwijtschelding door de eurozone-lidstaten niet ontkomen zou kunnen worden;[346][347] het Duitse ministerie van Financiën zei niet van enig rapport te weten. De Griekse economie bleek in het tweede kwartaal van 2013 te zijn gekrompen met 4,6% op jaarbasis; dit was in het eerste kwartaal een krimp van 5,6%.[348] Het rendementsverschil tussen Duitse en Spaanse en Duitse en Italiaanse staatsleningen daalde tot het laagste niveau in twee jaar.[349] De Italiaanse president Napolitano zei Berlusconi geen gratie te zullen verlenen.[350] De Franse en Duitse economie bleken in het tweede kwartaal van 2013 duidelijk te zijn gegroeid;[351][352] de Nederlandse economie bleek echter nog te zijn gekrompen met 0,2%. De Nederlandse werkloosheid bleek (volgens de definitie van het CBS) in juli te zijn gestegen van 8,5% tot 8,7%.[353] Ook de Portugese economie was in het tweede kwartaal gegroeid.[354] De eurozone als geheel bleek in het tweede kwartaal een groei van 0,3% te hebben behaald, en was daarmee uit de recessie gekomen.[355][356]
- In de week van 19 augustus 2013 werd Stelios Stavridis, hoofd van het Griekse privatiseringsagentschap, ontslagen nadat gebleken was dat hij een lift had geaccepteerd in het privévliegtuig van een zakenman wiens onderneming kort daarvoor een overheidsbedrijf had overgenomen;[357] Stavridis noemde zijn ontslag "hypocriet".[358]  De Griekse regering kondigde aan het moratorium op executoriale verkopen van woningen met hypotheekachterstanden na eind 2013 niet te zullen verlengen.[359] Het percentage dubieuze leningen in de portefeuilles van Spaanse banken bleek in juni te zijn gestegen van 11,21 tot 11,62%.[360][361] Nederlandse koopwoningen stegen in juli 2013 1,2% in prijs ten opzichte van juni 2013; ten opzichte van juli 2012 was er een prijsdaling van 2012.[362] De heer Schäuble zei dat een derde steunprogramma voor Griekenland onontkoombaar zou zijn.[363][364] Fitch bevestigde de AAA-rating van Nederland; de "negative watch" bleef gehandhaafd.[365] De Süddeutsche Zeitung berichtte dat een derde steunpakket voor Griekenland niet van de eurozone-lidstaten zou komen maar uit EU-structuurfondsen (die daartoe al dan niet door de eurozone-lidstaten zouden moeten worden aangevuld).[366] ECB-bestuurder Nowotny zei dat na de recente positieve ontwikkelingen er geen reden meer was voor een verlaging van de beleidsrentes; ten aanzien van publicatie van ECB-notulen zei hij publicatie van hoe individuele bestuurders gestemd hadden onwenselijk te achten.[367] De heer Schäuble zei tegen het Handelsblatt dat een derde steunpakket voor Griekenland "aanzienlijk kleiner" zou zijn dan de eerste twee.[368][369]
- In de week van 26 augustus 2013 berichtten diverse media dat Griekenland een derde steunpakket, van circa € 10 miljard, nodig zou hebben;[370] de Griekse minister van Financiën zei evenwel te verwachten dat Griekenland aan het eind van 2014 weer toegang tot de financiële markten zou hebben.[371] Italiaanse staatsleningen daalden in koers op toenemende politieke onrust: de Senaat zou in september beginnen met een besluit over ontzetting van Silvio Berlusconi uit het passieve kiesrecht.[372] De Franse regering kondigde hervormingen van het pensioenstelsel aan die door commentatoren als bescheiden werden beschouwd.[373][374] De Spaanse gemeente Buñol kondigde aan voor het jaarlijkse Tomatina-festival een toegangsprijs van € 10 te gaan heffen.[375] De Nederlandse regering kondigde aan overeenstemming bereikt te hebben met pensioenfondsen over de oprichting van een Nationaal Hypotheek Instituut, dat (met overheidsgarantie) geld van pensioenfondsen zou lenen ter financiering van Nederlandse woninghypotheken.[376] De Italiaanse coalitie besloot de onroerendgoedbelasting af te schaffen, waarmee een bedrag van € 4 miljard per jaar gemoeid was; hiermee werd een dreigende regeringscrisis afgewend.[377] Het Portugese constitutionele hof verwierp plannen voor het ontslag van een aantal ambtenaren;[378] Portugese staatsleningen daalden hierop in koers.[379] ECB-bestuurder Nowotny zei op vrijdag dat een verlaging van de beleidsrentes, ook gegeven de verbeterende conjunctuur, onder de bestaande "forward guidance" nog steeds mogelijk was.[380][381] De werkloosheid in de eurozone bleek in juli stabiel te zijn gebleven op 12,1%.

## September
- In de week van 2 september 2013 kondigde de Spaanse regering aan de hoogte van pensioenen te willen koppelen aan de levensverwachting en de conjunctuur.[382] De Griekse vakbond GSEE zei te verwachten dat het ten minste 20 jaar zou duren voordat het banenverlies dat in de crisis was opgetreden hersteld zou zijn; het ministerie van Arbeid bestreed dit.[383][384][385]  Volgens La Republicca zou Berlusconi besloten hebben het Italiaanse kabinet ten val te brengen indien de Senaat hem zijn passief kiesrecht zou ontnemen.[386] De Griekse advocaten kondigden een staking aan tegen het opheffen van hun minimumtarieven.[387] De Griekse minister van Financiën kondigde aan de voorwaarden van de steunpakketten te gaan heronderhandelen zodra Griekenland een "primary surplus" zou hebben.[388][389] De ECB hield op 5 september de beleidsrentes ongewijzigd; men maakte gewag van de geleidelijke afname van de "excess liquidity".[390][391] Eurogroep-voorzitter Dijsselbloem zei in het Europees Parlement te verwachten dat Griekenland een derde steunpakket zou behoeven.[392] Ierland zou overeenstemming hebben bereikt over een kredietfaciliteit als "achtervang" bij het aflopen van de bestaande steunpakketten in december 2013; het zou waarschijnlijk gaan om een Enhanced Conditions Credit Line.[393][394]
- In de week van 9 september 2013 begon een commissie uit de Italiaanse senaat het debat over de vraag of Berlusconi uit zijn ambt ontzet diende te worden na zijn veroordeling.[395][396][397][398][399] De Portugese regering zei geen problemen te verwachten indien de volgende tranche van het steunpakket (van € 2,8 miljard euro) zou worden opgehouden in afwachting van verdere beslissingen van het Constitutionele Hof over de rechtsgeldigheid van een aantal bezuinigingen.[400] 136 Duitse hoogleraren economie riepen de Duitse Bundesverfassungsgericht op om het aankoopprogramma van de ECB in strijd met het EU-verdrag te verklaren.[401][402] De onderhandelingen in de Italiaanse senaatscommissie duurden de gehele week.[403] De Griekse werkloosheid bleek in juni te zijn gestegen tot 27,9%.[404] De Spaanse huizenprijzen bleken in het tweede kwartaal van 2013 te zijn gedaald met 0,8%, wat in het eerste kwartaal nog −6,6% was. De Portugese regering besloot pensioenen boven € 600 per maand met 10% te korten.[405] De Spaanse staatsschuldquote bleek aan het eind van het tweede kwartaal te zijn gestegen tot 92,2%.[406] Het Europese Parlement verdaagde aanvankelijk een stemming over de bankenunie wegens een verschil van inzicht over de hoeveelheid informatie die men van de ECB verlangde over diens werkwijze: het EP wilde inzage in notulen van de Supervisory Board; de ECB wilde die geheim houden.[407] Op donderdag bereikten het EP en de ECB overeenstemming over de hoeveelheid informatie die de ECB het EP zou moeten verstrekken bij bankensaneringen, waarna het EP akkoord ging met de voorstellen van de EC: de ECB zou ten minste een "betekenisvolle" samenvatting van de notulen van vergaderingen van de supervisory board verstrekken.[408][409][410] EC-commissaris Rehn liet zich kritisch uit over omvang en tempo van de Franse hervormingen.[411] De stemming omtrent het verlies van de senaatszetel van Berlusconi zou op woensdag 18 september plaatsvinden; daarna zou Berlusconi de gelegenheid hebben zich te verdedigen.[412] De Griekse regering bleek moeite te hebben om ultimo september de overeengekomen 12.500 ambtenaren in de arbeidspool te plaatsen.[413] Het Chinese rating agency Dagong verlaagde de rating van Nederland van AA+ stable naar AA+ negative.
- In de week van 16 september 2013 schafte de Griekse regering de bonus (1 extra vrije dag per 2 maanden) voor ambtenaren die computers gebruikten af.[414] Het Griekse onderwijspersoneel hield een serie "rolling strikes" tegen de aangekondigde ontslagen.[415][416] Grieks treinpersoneel staakte op woensdag uit protest tegen de voorgenomen privatisering van de Griekse spoorwegen;[417] vuilnisophalers, artsen en advocaten staakten eveneens.[418] Het IMF en de eurogroep gaven de volgende tranche van het steunpakket aan Cyprus vrij (eurogroep € 1,5 miljard, IMF € 84,7 miljoen).[419] Le Figaro berichtte dat de Franse staatsschuld in 2014 zou oplopen tot 95% van het GDP.[420] IMF chief economist Blanchard zei de door de Franse regering aangekondigde hervorming van de pensioenplannen teleurstellend te vinden.[421] De Griekse premier Samaras zei na een ontmoeting met EC-commissaris Barroso dat er geen nieuwe bezuinigingen nodig zouden zijn om het begrotingstekort in 2015 en 2016 te dekken.[422] Hij verwees naar een besluit van de eurogroep van 27 november 2012, dat de geldgevers zou verplichten om extra geld ter beschikking te stellen zodra Griekenland een "primary surplus" had bereikt.[423] De Cypriotische president Anastasiades zei te verwachten dat alle restricties op het kapitaalverkeer in januari 2014 zouden kunnen worden opgeheven.[424][425]  ECB-bestuurder Cœuré zei dat de ECB "puur juridisch" gezien niet gebonden zou zijn aan de (komende) uitspraak van het Duitse Bundesverfassungsgericht omtrent het OMT-programma; de ECB zou te snel stijgende geldmarktrentes niet accepteren, en eventuele "asset bubbles" bestrijden door liquiditeit aan het systeem te onttrekken, doch geen van beide ontwikkelingen deden zich op dat moment voor.[426][427] De Nederlandse regering kondigde de oprichting van een Nationaal Hypotheekinstituut aan, dat de financiering van hypotheken zou moeten faciliteren (vooral door de betrokkenheid van Nederlandse pensioenfondsen bij de Nederlandse woningmarkt te bevorderen); Fitch liet zich in kritische termen uit.[428] Het IMF publiceerde een "policy paper" over de effecten van fiscale stimuleren versus bezuinigen in ontwikkelde landen.[429][430][431] De Griekse current account had in juli 2013 een overschot van € 2,7 miljard, grotendeels door bestedingen van buitenlandse toeristen.[432] Het aandeel non-performing loans in de portefeuilles van Spaanse banken bleek in juli te zijn gestegen tot € 178,7 miljard: een nieuw record van 11,97%.[433] S&P plaatste Portugal op "negative watch".[434] De eerste stemming in de Italiaanse senaatscommissie bleek slechts betrekking te hebben op een voorstel van Berlusconi's partij af te zien van verwijdering: dit werd afgewezen; Berlusconi riep op tot verzet tegen zijn tegenstanders en kondigde een herstart van zijn vroegere partij Forza Italia aan.[435]
- In de week van 23 september zei de heer Draghi in het Europese Parlement dat de ECB bereid was "any instrument" te gebruiken om de korte rente op de bestaande lage niveaus te houden, inclusief een nieuwe LTRO.[436][437] De Griekse regering vroeg de trojka om meer tijd om de 12.500 ambtenaren in de arbeidspool te plaatsen (wat eind september afgerond zou hebben moeten zijn); Griekse ambtenaren kondigden verdere stakingen aan.[438][439][440] De Griekse vicepremier Venizelos zei dat Griekenland geen derde bail-out zocht maar een "herprofilering" van de leningen ("debt reprofiling").[441] In aanmerking nemende dat de looptijd van de eerste steunpakketten reeds verlengd was tot circa 30 jaar, met verlaging van de coupon, was het de financiële markten niet direct duidelijk hoe dit veel soelaas zou kunnen bieden;[442] ook Der Spiegel had bedenkingen.[443] De Duitse staatsschuld bleek aan het eind van het eerste halfjaar van 2013 met € 34 miljard te zijn gedaald ten opzichte van een jaar eerder.[444] Een bond van Griekse militaire reservisten riep op zijn website op tot een aftreden van de regering; een nieuwe regering zou moeten opereren "onder de bescherming van het leger";[445] voorts werd onder meer kwijtschelding van de aan Griekenland verstrekte leningen geëist alsmede confiscatie van Duitse bezittingen.[446] Een aantal Italiaanse PdL-parlementsleden dreigden op te stappen als Berlusconi uit zijn ambt ontzet zou worden.[447] Het Portugese constitutionele gerechtshof verklaarde een deel van de wijzigingen in de arbeidswetgeving ongrondwettig.[448] De Spaanse detailhandelsverkopen daalden in augustus met 4,2% op jaarbasis.[449] De Griekse regering arresteerde op zaterdag diverse leden van de extreemrechtse partij Gouden Dageraad, nadat de linkse rapper Pavlos Fyssas enkele weken daarvoor door een aanhanger van Gouden Dageraad was vermoord. Op zondag trok Berlusconi zijn ministers terug uit het kabinet-Letta: de opgegeven reden was dat de regering niet genoeg deed om een verhoging van de btw tegen te houden.[450] Bij gemeenteraadsverkiezingen in Portugal leed de zittende regering een nederlaag.[451][452] De Europese Commissie ontkende dat er met Portugal onderhandeld werd over een tweede steunpakket.[453]

## Oktober
- In de week van 30 september 2013 kondigde de Italiaanse premier Letta een vertrouwensstemming aan voor woensdag 2 oktober.[454] De Griekse detailhandelsverkopen bleken in juli te zijn gedaald met 14,2% op jaarbasis, was −7,7%.[455] Bundesbank-president Weidmann schreef in de Financial Times dat banken zouden moeten stoppen (onbeperkt) staatsleningen van hun nationale overheden op te kopen; dit zou de betrekkingen tussen banken en overheden slechts versterken; bij de bepaling van hiervoor aan te houden vermogensbuffers zouden staatsleningen niet (meer) een voorkeursbehandeling moeten krijgen. (De heer Weidmann had eerder uitspraken van die strekking gedaan.)[456] De ECB hield de beleidsrentes ongewijzigd en kondigde ook geen andere maatregelen aan.[457] Op woensdag overleefde de regering-Letta een vertrouwensstemming in de Senaat nadat een groot aantal PdL-senatoren -op advies van Berlusconi!- hun vertrouwen in Letta uitspraken.[458][459] De inspecteurs van de trojka formuleerden zes opdrachten die Griekenland zou moeten uitvoeren voordat volgende tranches van de steunpakketten zouden worden uitbetaald.[460] De Griekse vakbond GSEE schreef te verwachten dat in 2016 de Griekse werkloosheid zou zijn gestegen tot 34%.[461] Volgens El Economista zou SAREB er niet in slagen om de voor 2013 beoogde 7500 woningen te verkopen: men had tot dan circa 3000 woningen verkocht.[462] Op vrijdag 4 oktober stemde de Italiaanse senaatscommissie met 15 tegen 8 stemmen voor de aanbeveling aan de senaat Berlusconi af te zetten.[463]
- In de week van 7 oktober 2013 werd de gedeeltelijke privatisering (33%, voor € 622 miljoen) van het Griekse staatsgokbedrijf Opap afgerond.[464] Tussen het IMF en de Europese leden van de trojka bleek verschil van mening te bestaan over de vraag of de door hen aan Griekenland verstrekte leningen moesten worden geherstructureerd (inclusief een gedeeltelijke kwijtschelding).[465] Het ESM plaatste voor het eerst een langer lopende lening: een 5-jaars emissie leverde € 7 miljard op tegen 1,29%; de lening werd 3 keer overtekend. Het IMF waarschuwde dat Griekenland in 2014 € 6,7 miljard extra zou moeten bezuinigen om aan de doelstellingen voor 2020 te voldoen; voorts zou een "haircut" op de officiële leningen onvermijdelijk zijn.[466] De Griekse regering sprak dit daags erop tegen.[467] ESM-directeur Regling zei te verwachten dat Griekenland in 2014 een derde bail-out nodig zou hebben; het ESM had daarvoor ruim voldoende capaciteit.[468]
- In de week van 14 oktober kondigde de Ierse premier Kenny aan medio december 2013 het steunprogramma te verlaten; een overbruggingssteun achtte hij niet nodig.[469] EU-commissaris Rehn zei na een vergadering van de eurogroep op maandag 14 oktober 2013 dat de steunprogramma's voor Spanje en Ierland binnen enkele maanden zouden kunnen worden afgesloten.[470][471] Besluiten over Griekenland werden doorgeschoven naar december 2013. Spanje leende op dinsdag € 3,75 miljard 1-jaars tegen 0,96%: het laagste niveau sedert de eerste Griekse bail-out in april 2010.[472] De EU-ministers van Financiën besloten op dinsdag het eurozone-brede bankentoezicht (door de ECB, op de 130 belangrijkste banken) in november 2014 van start te laten gaan.[473][474] Onbeantwoord bleef de vraag of het ESM direct zou kunnen deelnemen in het aandelenkapitaal van een te redden bank: Ierland en Spanje waren voorstanders, Duitsland tegenstander;[475] het geschil betrof met name de kosten van saneringen als gevolg van vroegere dubieuze leningen ("legacy assets") die volgens o.a. Duitsland door de nationale regeringen zouden moeten worden gedragen.[476] De discussie tussen de Griekse regering en de trojka over de begroting voor 2014 ging voort: de trojka verlangde € 2 miljard aan extra bezuinigingen (voor € 4 miljard aan reeds geplande bezuinigingen); de Griekse regering achtte dit onmogelijk. Voorts bestond verschil van mening over het al dan niet "doorrollen" van in 2014 vervallende Griekse staatsleningen die door de ECB en nationale centrale banken waren aangekocht.[477][478] Op 17 oktober publiceerde de ECB enige details over Emergency Liquidity Assistance, een tot dan toe met enige geheimzinnigheid omgeven[479] noodsteunprogramma voor banken die acute liquiditeitstekorten hadden.[480][481] In het weekend werd in Rome, Lissabon en Porto gedemonstreerd tegen de bezuinigingen.[482] De Griekse minister van Financiën Stournaras zei dat Griekenland een derde bail-out zou weigeren als de trojka verdere bezuinigingen zou eisen.[483]
- In de week van 21 oktober berichtten diverse media dat de heer Draghi op 30 juni 2013 EU-commissaris Almunia had gewaarschuwd bij bankensaneringen obligatiehouders (ook van achtergestelde obligaties) niet te hard aan te pakken: dit zou het vertrouwen in de bankensector ondermijnen.[484][485][486] De staatsschuld van de totale eurozone ultimo 2012 bleek volgens de "second notification" van Eurostat te zijn uitgekomen op 90,6%.[487] Sharon Bowles, voorzitter van het Economic and Monetary Affairs Committee van het Europese parlement, distantieerde zich van de opstelling van de heer Draghi.[488] De ECB publiceerde op 23 oktober 2013 details over de Comprehensive Assessment.[489][490] Er zouden 124 banken onderzocht worden: (1) de 3 grootste banken in ieder land; (2) banken die staatssteun ontvingen of aangevraagd hadden; (3) banken met een balanstotaal van 20% of meer van het GDP van het land van vestiging; (4) banken met een balanstotaal van € 30 miljard of meer. De uitslag van de test zou eerst in november 2014 gepubliceerd worden.[491] De Spaanse centrale bank zei te verwachten dat de langdurige recessie, door een (kleine) groei in het derde kwartaal van 2013, tot een einde was gekomen.[492] De Italiaanse staatsschuld bleek aan het eind van het tweede kwartaal te zijn gestegen tot 133,3% van het GDP.[493] Fitch verhoogde de outlook van Spanje van "negative" naar "stable" (met een rating van BBB).[494][495]
- In de week van 28 oktober 2013 riep eurogroep-voorzitter Dijsselbloem de Spanjaarden op om langer te werken en de pensioenleeftijd te verhogen, doch prees de in gang gezette hervormingen.[496] Die Welt berichtte dat het Europese Parlement plannen had de werkwijze van de trojka te onderzoeken.[497][498] De Spaanse detailhandelsverkopen waren in september 2013 voor het eerst in ruim drie jaar gestegen.[499] De economic confidence in de eurozone bleek in oktober te zijn gestegen tot 97,8 (bij een neutrale waarde van 100).[500]

## November
- In de week van 4 november 2013 publiceerde de Europese Commissie betrekkelijk sombere macro-prognoses: men verwachtte dat de werkloosheid in de eurozone in 2014 niet of nauwelijks zou dalen, ondanks een toename van de groei.[501][502] In Griekenland werd op woensdag gestaakt door spoorweg- en ziekenhuispersoneel.[503] Italië plaatste een 4-jarige inflation-linked bond, gericht op de retailmarkt, voor het recordbedrag van € 22,3 miljard.[504] De ECB verlaagde op 7 november 2013 de refi rate met 0,25% tot 0,25%.[505][506][507][508] Voorts kondigde de heer Draghi aan ruimhartig goedkope leningen te blijven verstrekken tot medio 2015 (was medio 2014). Op donderdag verlaagde S&P de rating van Frankrijk van AA+ tot AA.[509][510] Ierland slaagde voor de zesde en laatste review door de trojka, waarmee een "exit" uit het steunprogramma in zicht kwam.[511] Moody's verhoogde de rating van Portugal op vrijdag van Ba3 negative tot Ba3 stable.[512] Fitch bevestigde de rating van Slovenië op BBB+ met negative outlook.[513] De trojka toonde zich tevreden met de voortgang van het steunprogramma voor Cyprus.[514] Ook Portugal kwam door de periodieke toets van de trojka.[515]
- In de week van 11 november 2013 bleken salarissen in recent afgesloten Spaanse cao's te voorzien in loondalingen in de komende jaren.[516] Volgens de Irish Times zou de Ierse regering geen reden zien voor het vragen van een kredietlijn ("PCCL") aan het ESM na het einde van het steunprogramma.[517] ECB-bestuurder Asmussen zei in een interview met de Neue Osnabrücker Zeitung zeer terughoudend te staan tegenover een negative deposit rate maar dit ook niet principieel uit te sluiten. Een verlaging van de minimum reserve requirements behoorde ook tot de mogelijkheden.[518][519] Italië leende op woensdag € 3 miljard 3-jaars tegen 1,79%: het laagste niveau sedert maart 2010. De Europese Commissie kondigde op donderdag aan een onderzoek in te stellen naar de hoogte van de Duitse handelsbalansoverschotten. Deze zouden de Europese stabiliteit in gevaar brengen; bij een overschot van meer dan 6% van het GDP zouden sancties opgelegd kunnen worden.[520] De Ierse regering besloot geen precautionary credit line aan te vragen ter gelegenheid van het einde van het steunprogramma.[521] De Eurogroup ging hier op 14 november 2013 mee akkoord, en liet zich in lovende termen uit over de Ierse inspanningen.[522][523] Ook Spanje besloot geen steun aan te vragen voor na het einde van het programma in januari 2014; ook dit werd ondersteund door de Eurogroup.[524][525] De OECD publiceerde een kritisch rapport over het gebrek aan voortgang van hervormingen in Frankrijk.[526][527] De Europese Commissie uitte kritiek op de begrotingen van diverse EU-lidstaten: Duitsland had geen vooruitgang geboekt bij het stimuleren van de binnenlandse vraag, Italië en Spanje liepen het risico met te grote tekorten te eindigen, terwijl Nederland en Frankrijk net binnen de toegestane grenzen bleven, maar "zonder marge".[528] Slovenië plaatste een onderhandse emissie van € 1,5 miljard 3-jaars, waarmee de financiering voor 2014 reeds voor een deel werd ingevuld.[529] Berlusconi herlanceerde zijn Forza Italia-partij en hief de voortzetting daarvan, PdL, op. Angelino Alfano, secretaris van PdL, kondigde aan een nieuwe partij op te richten.[530]

- In de week van 18 november 2013 bleek het percentage dubieuze leningen in de portefeuilles van Spaanse banken in september te zijn gestegen tot 12,68% van het totaal, als gevolg van strengere eisen van de Spaanse centrale bank.[531] Bij besprekingen met Spaanse bankiers zei de heer Draghi dat banken met "excessive" beleggingen in staatsleningen daarvoor mogelijk gestraft zouden worden.[532] De groei van dubieuze leningen in de portefeuilles van Griekse banken leek af te vlakken: van 30% eind juni tot 32% eind september 2013.[533] Besprekingen tussen de Troika en de Griekse regering over vrijgave van de volgende tranche van de steunpakketten liepen vertraging op: partijen bleken € 1 miljard van elkaar verwijderd te zijn.[534] Het hoofd van het Italiaanse debt management agency zei te verwachten dat Italiaanse banken hun beleggingen in staatsleningen zouden moeten terugbrengen als gevolg van de komende AQR, doch verwachtte dat buitenlandse beleggers dit zouden kunnen opvangen.[535] De OECD riep de ECB op over te gaan tot kwantitatieve versoepeling om een deflationaire spiraal zoals zich in Japan had voorgedaan te voorkomen.[536] Eurogroup-voorzitter Dijsselbloem zei dat Griekenland "dringend" zijn verplichtingen moest nakomen.[537] ECB-president Draghi waarschuwde op donderdag 21 november 2013 voor "nationalistische tendensen in Europa".[538][539] Op vrijdag 22 november 2013 bezocht de Griekse premier Samaras mevrouw Merkel, naar aangenomen werd om steun te zoeken voor verdere versoepeling van de officiële leningen.[540][541][542] Het Duitse Bundesverfassungsgericht liet weten dat de uitspraak in het geschil over de verenigbaarheid met de Duitse grondwet van het OMT-programma van de ECB eerst in 2014 zou worden gedaan.[543] Mevrouw Merkel wees de recente beschuldigingen omtrent het Duitse handelbalansoverschot van de hand.[544] Italië kondigde privatiseringen aan ten bedrage van € 10 miljard tot € 12 miljard.[545] De Italiaanse premier Letta maakte bezwaar tegen verdere bezuinigingen; voorstanders daarvan duidde hij aan als "ayatollahs".[546] De Spaanse staatsbank ICO en de Europese Investeringsbank kondigden aan samen € 2 miljard aan Spaanse ondernemingen in het MKB te gaan verstrekken.[547]
- In de week van 25 november 2013 berichtte Die Welt dat de Zuid-Europese landen druk uitoefenden op de ECB om over te gaan tot kwantitatieve versoepeling.[548] Bundesbank-vicepresident mw. Lautenschläger zei dat "enige banken" niet door de stresstest van de ECB zouden kunnen komen.[549] Bundesbank-president (en ECB-bestuurslid) Weidmann zei dat centrale banken ervoor dienden te waken te veel taken op zich te nemen; met name het bankentoezicht zou slechts tijdelijk door de ECB uitgeoefend moeten worden; ook was hij voorstander van adequate "risk weighting" van staatsleningen.[550][551] Op woensdag ontnam de Italiaanse Senaat Berlusconi zijn zetel.[552][553] S&P verlaagde op donderdag de rating van Nederland van AAA naar AA+ wegens matige groeivooruitzichten; de outlook van Spanje werd verlaagd van negatief naar stabiel; de rating van Cyprus werd verhoogd van CCC+ tot B-.[554][555][556] De werkloosheid in de eurozone bleek in november voor het eerst in ruim twee jaar te zijn gedaald, van 12,2% tot 12,1%.[557] Griekse artsen in staatsziekenhuizen staakten op vrijdag;[558] volgens de Griekse regering behandelden de stakende artsen wel patiënten in hun privé-praktijk.[559] Op vrijdag verhoogde Moody's de rating van Griekenland met 2 notches van C tot Caa3, nog steeds duidelijk lager dan "investment grade".[560] De Spaanse regering besloot tot een wijziging van de fiscale behandeling van "deferred tax assets" van Spaanse banken, wat tot een versterking van hun kapitaalspositie met in totaal circa € 30 miljard zou kunnen leiden.[561][562]

## December
- In de week van 2 december 2013 kondigde Portugal een omwisselingsprogramma aan waarbij beleggers staatsleningen vervallend in 2014 en 2015 konden omruilen voor leningen vervallend in 2017 en 2018.[563][564][565][566] Bij de privatisering (van 70%) van het Portugese postbedrijf CTT werd de emissieprijs vastgesteld op € 5,52 per aandeel, wat tot een opbrengst van € 580 miljoen zou moeten leiden.[567][568] Moody's verhoogde de outlook van Spanje (Baa3) van negative naar stable.[569][570] De ECB hield op 5 december de beleidsrentes ongewijzigd; een verandering werd, zo kort na de verlaging van de refi rate begin november, ook niet verwacht.[571] De Troika brak onderhandelingen over de vrijgave van de volgende tranche van het Griekse steunpakket af wegens onvoldoende voortgang van de hervormingen.[572][573]
- In de week van 9 december zei ECB-bestuurder Mersch dat kwantitatieve versoepeling de ECB voor "immense economische, juridische en politieke opgaven" zou stellen.[574] De Griekse industriële productie bleek in oktober 2013 te zijn gedaald met 5,2% op jaarbasis.[575] De Griekse consumentenprijzen bleken in november te zijn gedaald met 2,9% op jaarbasis: de sterkste deflatie sedert deze cijfers in 1960 werden bijgehouden.[576] ECB-bestuurder Coeuré zei dat de ECB nieuwe LTRO's slechts zou overwegen indien de ontvangende banken de gelden zouden aanwenden voor kredietverlening aan huishoudens en ondernemingen.[577][578] Op dinsdag en woensdag bereikten de EU-ministers van Financiën na 15 uur vergaderen slechts op onderdelen een akkoord omtrent de bankenunie; de discussie werd doorgeschoven naar de Eurotop van 19 en 20 december 2013.[579][580][581] ECB-bestuurder Praet hintte in een interview met de Financial Times erop dat in de AQR staatsleningen in de portefeuilles van banken niet als risicoloos zouden worden beschouwd.[582] (Opmerkelijk was dat de heer Draghi diezelfde dag zei dat het vaststellen van "risk weightings" voor staatsleningen op een mondiaal niveau zou moeten plaatsvinden.)[583] De Troika keerde terug naar Athene; naar verluidt betrof het voornaamste meningsverschil de afslanking van defensieleverancier Ellinika Amyntika Systimata. Slovenië publiceerde de resultaten van de stresstest van 8 Sloveense banken: voor herkapitalisering was € 4,7 miljard nodig. S&P bevestigde de BBB-rating van Italië; de outlook bleef negative. De Griekse regering zei over geheel 2013 een "primary surplus" te verwachten (een begrotingsoverschot indien rentelasten buiten beschouwing werden gelaten).[584] De Portguese premier Coelho zei te verwachten dat Portugal geen tweede (complete) steunpakket nodig zou hebben; hooguit zou een "precautionary conditioned credit line" (met een looptijd van 1 jaar) wenselijk zijn.[585] Ierland besloot na het einde van het steunprogramma geen nieuwe steun te vragen.[586][587]
- In de week van 16 december bleken de Spaanse huizenprijzen, voor het eerst sinds medio 2010, te zijn gestegen, met 0,7% op kwartaalbasis.[588][589][590] ECB-bestuurder Asmussen kondigde aan ontslag te nemen: hij werd staatssecretaris van Arbeid in de nieuwe Duitse regering.[591] De Europese Commissie schreef in de vijfde review van het Spaanse steunprogramma dat Spanje aan alle opdrachten voldaan had en het programma op 23 januari 2014 kon verlaten.[592]  De Duitse regering droeg mevrouw Lautenschläger voor als opvolger van de heer Asmussen.[593] De Euro Working Group gaf een tranche van € 1 miljard van de steunpakketten aan Griekenland vrij ndat plannen voor de afslanking van EAS waren goedgekeurd.[594] In de vroege ochtend van woensdag 18 december boekten de EU-ministers van Financiën weer enige voortgang over de bankenunie: banken zouden, gespreid over een periode van circa 10 jaar, in totaal € 55 miljard in een reddingsfonds storten. In de tussentijd zouden de desbetreffende nationale overheden in eerste instantie de kosten van een bankensanering moeten dragen, waartoe ze geld zouden kunnen lenen van het ESM. De procedure bij een feitelijke sanering bleef nog onopgelost.[595][596] Voorts werd besloten dat de bescherming van spaarders (met tegoeden tot € 100.000) verbeterd diende te worden.[597] De "bad loans" van Spaanse banken stegen in oktober van 12,67% tot 13,00%. Op donderdag 18 december bereikten de EU-ministers van Financiën alsnog overeenstemming over het bankensaneringsmechanisme. Het saneringsfonds van uiteindelijk € 55 miljard zou in 10 jaar worden opgebouwd. Deze regeling zou in een aapart verdrag worden vastgelegd (dus niet via een wijziging van het EU-verdrag). Het Europese Parlement dient een en ander nog goed te keuren.[598][599] De Griekse werkloosheid daalde in het derde kwartaal van 27,1% tot 27,0%.[600] De Ierse economie bleek in het derde kwartaal te zijn gegroeid met 1,7% op jaarbasis.S&P verlaagde de rating van de EU van AAA tot AA+ met stable outlook.[601][602] Het Portugese Constitutionele Hof oordeelde dat een verlaging van ambtenarenpensioenen met 10% in strijd met de Portugese grondwet was.[603]
- In de week van 23 december 2013 vonden op het gebied van de Europese staatsschuldencrisis geen noemenswaardige gebeurtenissen plaats.